# St. Ägidius (Kirchaich)

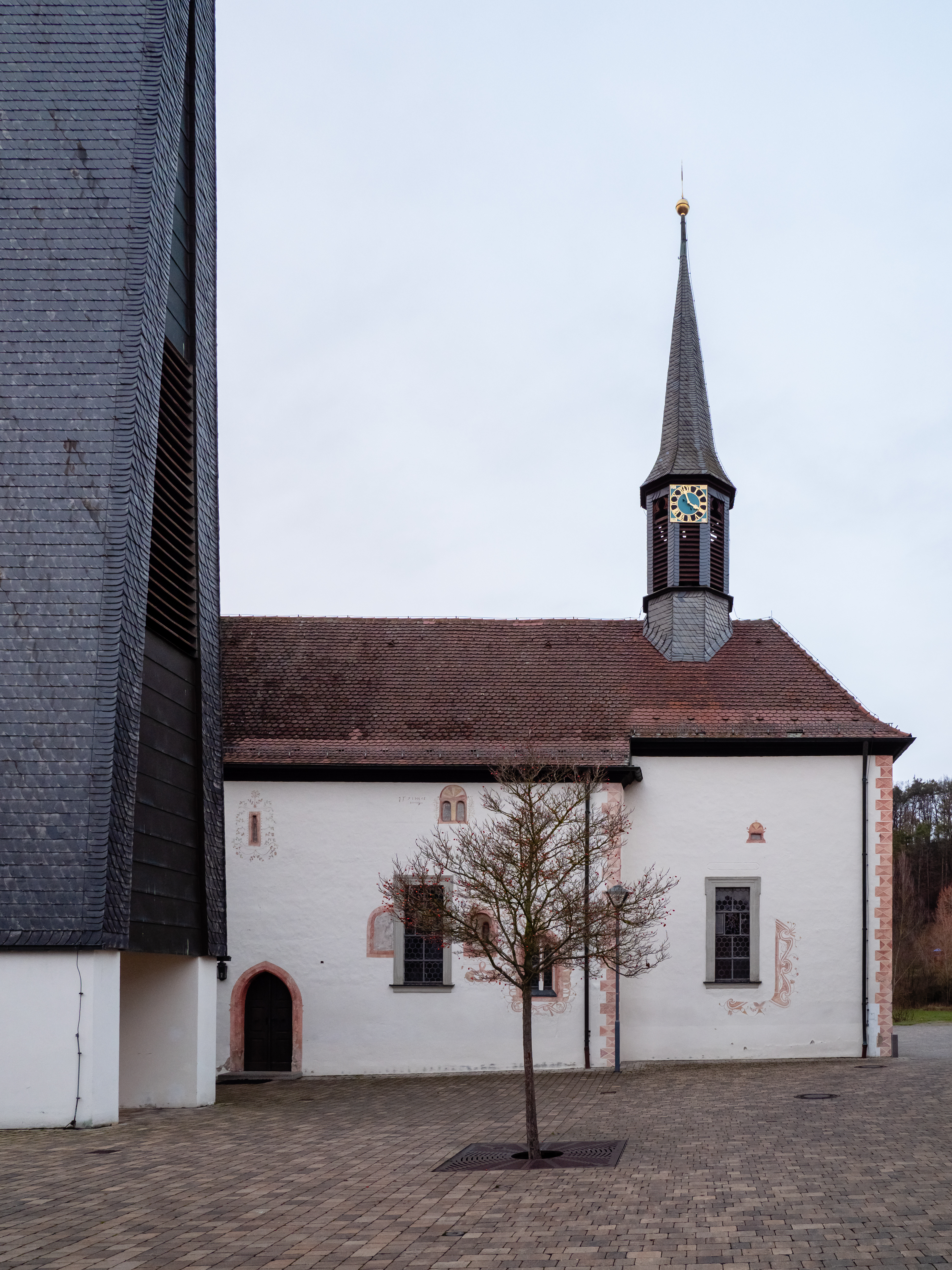
St. Ägidius (Kirchaich)

Die römisch-katholische Filialkirche St. Ägidius steht in Kirchaich, einem Gemeindeteil von Oberaurach im unterfränkischen Landkreis Haßberge in Bayern. Das denkmalgeschützte Bauwerk geht auf eine Wehrkirche aus dem Ende des 13. Jahrhunderts zurück. Die Kirche gehört zum Seelsorgebereich Steigerwald im Dekanat Bamberg des Erzbistums Bamberg.

## Beschreibung

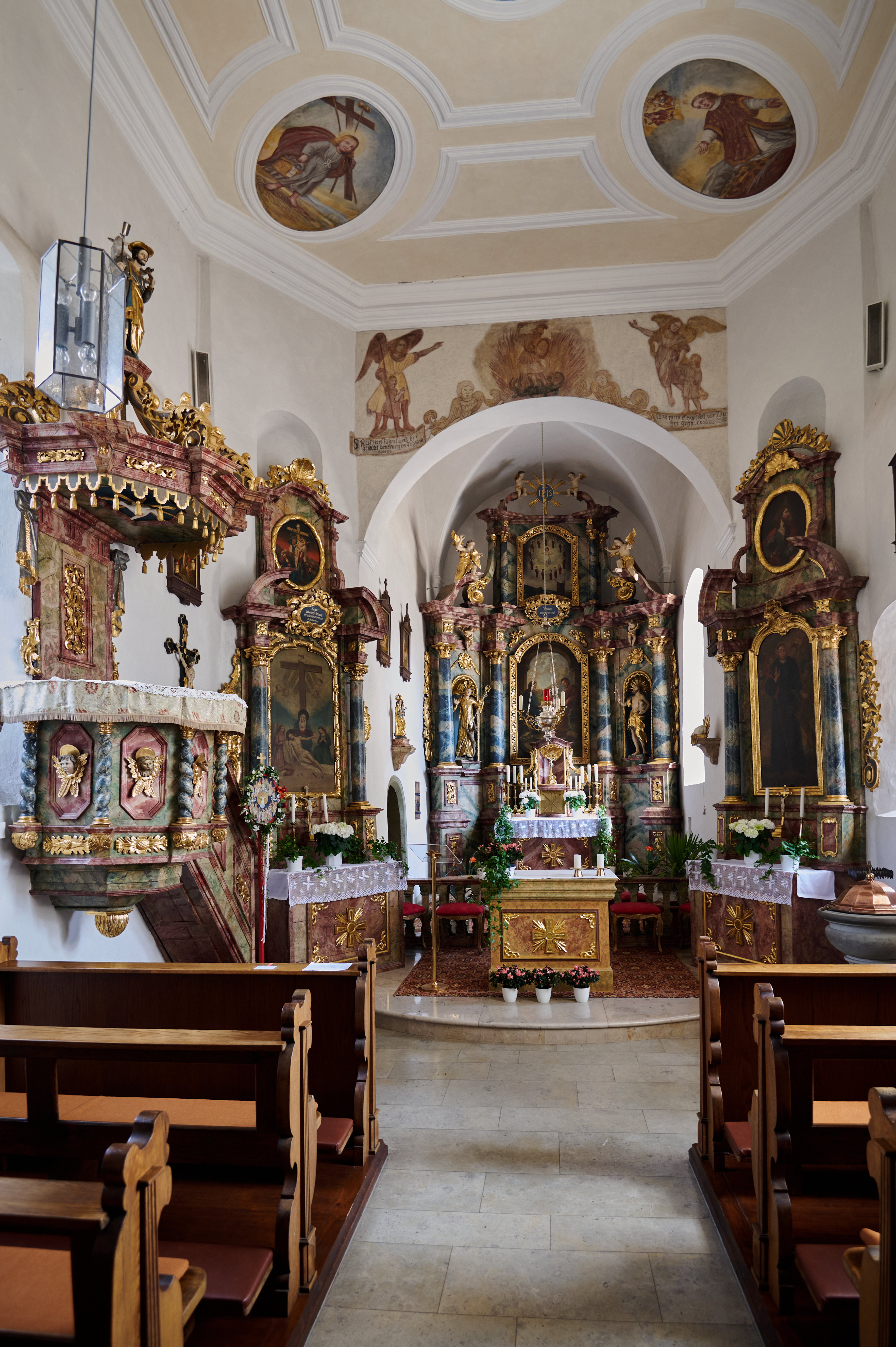
Langhaus mit Blick auf den Altarraum

Die Saalkirche wurde um 1300 als Wehrkirche gebaut. Sie besteht aus einem Langhaus und dem eingezogenen Chor im Osten, der vom ehemaligen Chorturm erhalten geblieben ist. Über dem Langhaus befand sich ursprünglich ein Wehrgeschoss, das 1717 in das Langhaus integriert wurde, als das Langhaus nach Westen erweitert wurde. Im Jahr 1887 erhielt der Chor einen achteckigen, schiefergedeckten, mit einem spitzen Knickhelm bedeckter Dachreiter, der die Turmuhr und den Glockenstuhl mit zwei Kirchenglocken aus den Jahren 1753 und 1759 beherbergt. Die Kirchenausstattung wurde zum großen Teil erneuert. Die Statuen am Altar stammen von Johann Bernhard Kamm. Die Orgel mit 14 Registern, 2 Manualen und einem Pedal wurde um 1770 von einem unbekannten Orgelbauer geschaffen. Von 1966 bis 1967 wurde an das Langhaus im Westen eine moderne Kirche angebaut.